# Banda de Cabecera del Nazareno de Linares
La Banda de Cabecera del Nazareno de Linares

## Orígenes

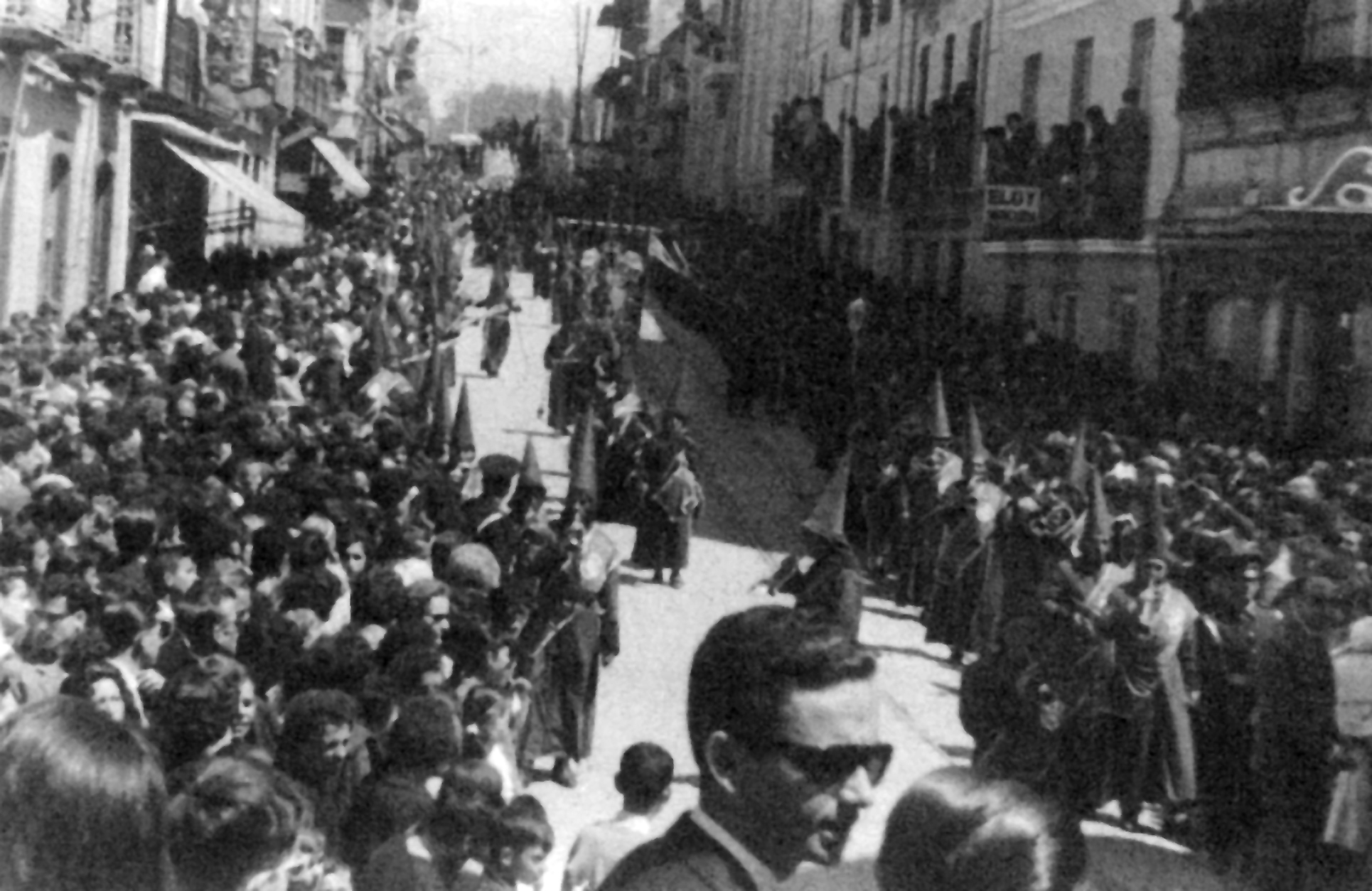
Desfile Procesional de 1982

La tradición de bandas con la misma indumentaria que el resto de penitentes, es sin lugar a dudas algo característico de Linares. Documentos gráficos como la fotografía de la izquierda certifican que ya en 1962, la Cofradía contaba con un grupo de penitentes que portaban y tocaban instrumentos musicales.
Finalizando el desfile procesional de 1.975 de la Cofradía de Nuestro Padre Jesús Nazareno de Linares, D. Antonio García Cabrera (exHermano Mayor de la cofradía) impulsó la idea de crear la Banda de Cabecera del Nazareno, lo que contó con la aprobación del entonces Hermano Mayor, D. Casto Tapias Tomás.
Así se establecieron contactos con D. José Luis Vilchez (batuta que fue de la Agrupación Musical de Linares), y Juan Valbuena (caja principal de dicha asociación). Esta sería la primera dirección de la Banda. A ellos se unió D. Tomás Arboledas, compañero musical, quien creó las primeras marchas de percusión y realizó las primeras adaptaciones de obras clásicas.
De esta manera, todo quedaba preparado para que al año siguiente, 1.976, comenzara a procesionar.
En 1976, la procesión se abriría con la Banda de Cabecera formada por unos 35 músicos (cinco trompetas, tres trombones, un bombardino y diez cornetas para el viento; ocho tambores cuatro timbales, un bombo y platillos en la percusión).
Los años siguientes se incorporaría la madera (clarinetes, saxofones, flautíes, lira, …), y crecería el viento (tubas, bombardinos, …).
Ya desde estos comienzos sorprendieron con marchas que se han convertido en señas de identidad de la banda: el Toque de Oración, y las adaptaciones de Aida y del Himno de la Alegría.
Coincidiendo con los veinte años de su fundación, es invitada por la Agrupación de Cofradías al pregón de la Semana Santa, donde interpretaron algunas de sus marchas más populares e identificativas.
Hoy la integran más de 150 músicos, una auténtica orquesta en movimiento, en cuatro secciones:
- Viento Metal.
- Viento Madera.
- Percusión afinada.
- Percusión no afinada.

## Señas de Identidad

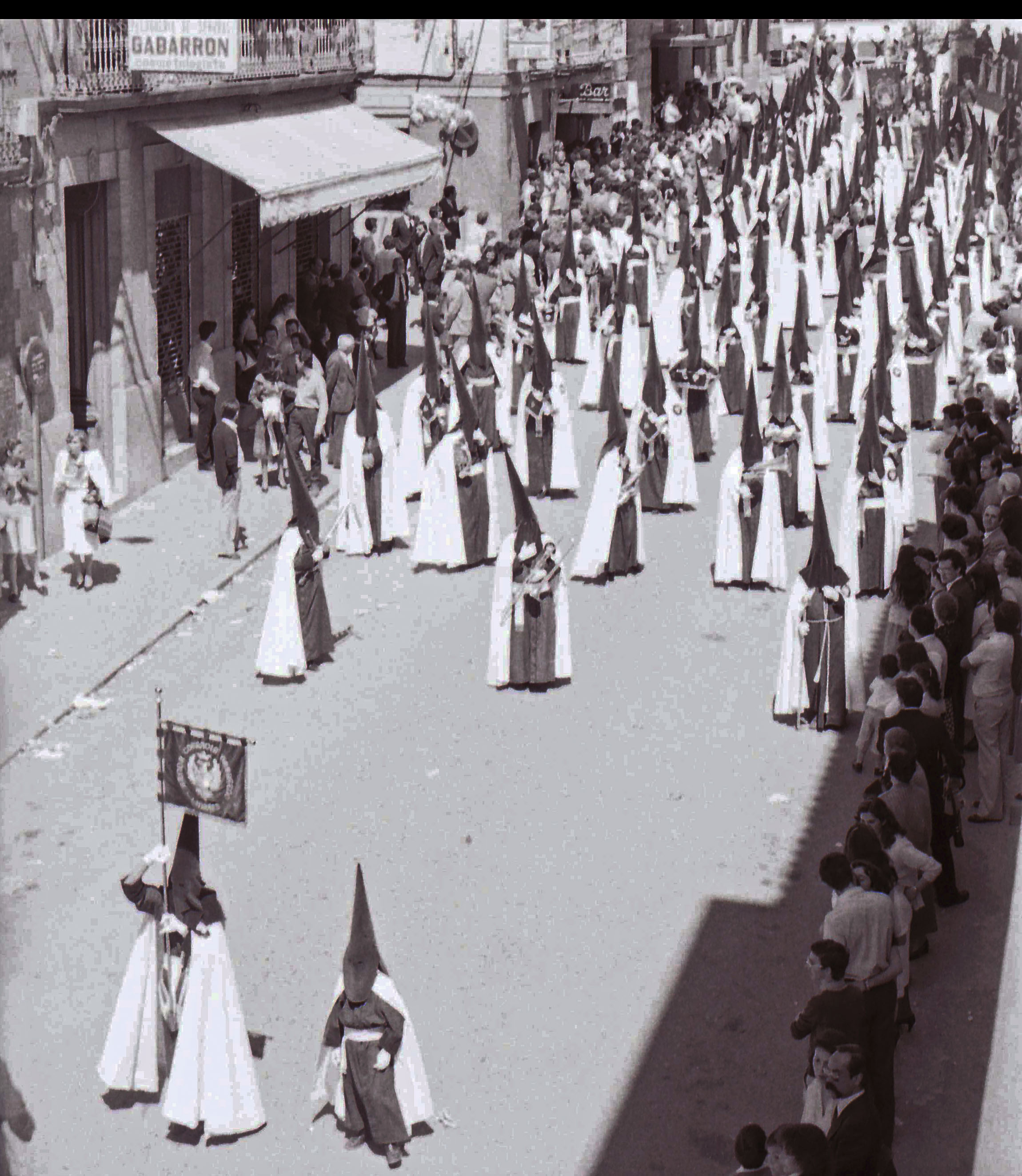
Desfile Procesional de 1982

Para lograr una mayor vistosidad, la cofradía decidió que procesionaran con la misma indumentaria que los penitentes de la Niña (túnica y capiruz morados; capa blanca) reemplazando los cordones dorados por un fajín blanco. Esta circunstancia, una banda que emplea el mismo uniforme que los penitentes de su hermandad, y tapados con el mismo capiruz, es algo propio y exclusivo de la Semana Santa Linarense.
También se innova creando marchas de percusión. El hecho de contar con dos cajas principales (Valbuena y Arboledas) convirtió a la Banda de Cabecera del Nazareno en uno de los principales referentes de la percusión, creándose marchas propias que caracterizan e identifican a la Banda. Se interpretan marchas lentas y normales, a ritmo de contratiempos, contragolpes y respuestas / intercambios entre cajas, tambores, bombos, platos y timbales.
También se buscó un hecho personal y diferenciador en la forma de desfilar, o avanzar los penitentes. Al balanceo tradicional, oscilando el cuerpo de derecha a izquierda, se añadió el dejar atrás el pie contrario al lado en que apoya el cuerpo. Es realmente una imagen característica contemplar la Banda desde atrás, y la forma que adquieren las capas marcando estos pasos.
Quizás por esto, causó tanta admiración y fascinación durante el I Congreso Nacional de Bandas de Música Procesional "Ciudad de Sevilla" (junto a bandas de Hospitalet, Palma de Mallorca, Ferrol, León, Salamanca, ... ) del 1 al 8 de diciembre de 2009, en donde no es nada habitual ver procesionar a una banda de más de 120 penitentes interpretando no solo marchas de Semana Santa, sino adaptaciones de clásicos, bandas sonoras o música popular.

## La Percusión

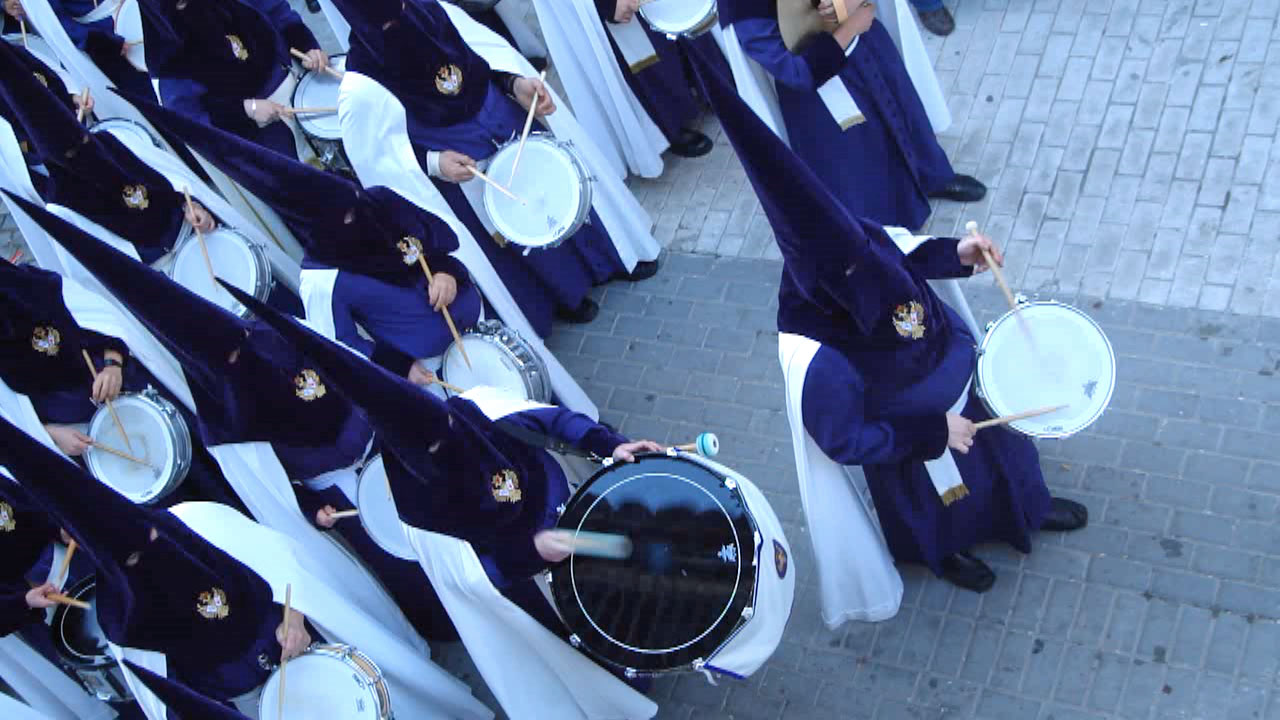
Caja principal, al que acompañan el bombo-barriga y los platillos

La percusión es un elemento fundamental de las Bandas de Cabecera, que cada año estrenan marchas normales y lentas. Sin lugar a duda, uno de los elementos más diferenciales, y que en gran medida proceden de los dos grandes cajas fundadores de la percusión del Nazareno: Juan Valbuena, y sobre todo, Tomás Arboledas.
La creación más popular, propia y característica es el golpe de aro, original de Tomás Arboledas como señal de introducción y comienzo del viento, y por tanto del comienzo de la marcha. Se trata de una referencia para la entrada del viento, metal y madera. Puente entre la marcha de percusión que se interpreta cuando no suenan el resto de instrumentos, y la llamada  para introducir la marcha a tocar. Hasta entonces, la entrada se hacía con un corte de bombo y platillos, que es lo que suelen emplear las bandas de cornetas y tambores (ya que así se introduce antes la marcha, que también es mucho más breve, reduciéndose y ajustándose a la duración de la chicotá o tiempo en el que el paso se mantiene levantado por los costaleros).
Otra muestra de la importancia y relevancia que se da a las marchas de percusión de la Banda son los trenes de percusión. Se trata de encadenamientos de diferentes ritmos e intensidades para romper la cadencia de las marchas y romper la repetición continua las mismas. Constituyen uno de los grandes deleites de las personas que acompañan a la Banda para escuchar sus interpretaciones, de manera similar, a quienes acompañan para escuchar las saetas.

## El Desfile
Comienza con el pasacalles, que parte desde un punto neurálgico de la ciudad (calle Serrallo) sobre las dos de la madrugada. Serán momentos emotivos y de recuerdos, en especial de los amigos que acompañarán desde el cielo; precisamente de uno de ellos, se tomará el “Viva el Nazareno”, “Viva la banda del Nazareno”, que precede a la entrada de la primera marcha, por ejemplo, El Príncipe de Egipto.
Así se avanzará por Canalejas, la Corredera de San Marcos, e Isaac Peral, en donde tendrá lugar el encuentro y saludo con los Hermanos Trompeteros, quienes esperan con enteras la llegada de la Banda; aquí comenzarán a unirse marchas y enteras que anuncian al pueblo de Linares la inminente salida del Nazareno.
Se entrará a la plaza de San Francisco a través de las calles Hermanos Costaleros (que se subirá, por ejemplo, con Going Home), Esproceda y Viriato, donde se podrá ensayar por última vez el toque de Oración. Ya se respira un ambiente de impaciencia y nerviosismo, en espera de los golpes en la puerta de la iglesia de San Francisco, pidiendo "... abrid al Nazareno".
Así se llegará a la Plaza San Francisco, con los sones de la marcha más triunfal que se podría elegir y los aplausos de las personas que esperan impacientes la salida del Nazareno: Aida. La enorme sonoridad y majestuosidad de la marcha, adaptada en un crescendo tipo Escuela de Mannheim con toda la percusión sincronizada y reforzando el tiempo, crea un ambiente realmente especial.
Jesús Nazareno sale de la iglesia de San Francisco con el himno nacional; y la Bendición al pueblo de Linares tendrá lugar a continuación con el toque de Oración, que se inicia con un solo en la madrugada totalmente a oscuras, y con la cera del paso como única iluminación (al comienzo del segundo movimiento, se iniciará el ascenso de la Mano comenzando la Bendición).
En este momento, la Banda de Cabecera se dispondrá para colocarse al comienzo de la procesión, en la esquina de las calles Zabala y Sagasta, y en donde se espera la entrada de la primera marcha que iniará la procesión de ese año; es sin lugar a dudas uno de los momentos más aplaudidos.
A partir de aquí habrá todo un recorrido continuo entre marchas, y marchas de percusión; en donde no faltarán dedicatorias emotivas, como por ejemplo a titulares de otras cofradías o compañeros de otras bandas de cabecera.

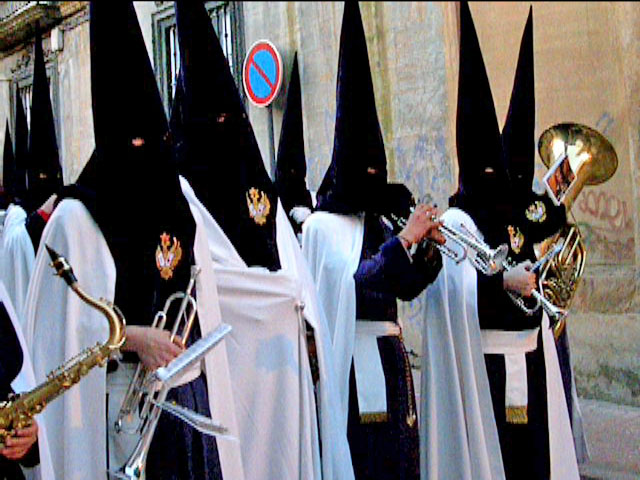
Marcando entrada e indicando la marcha a interpretar
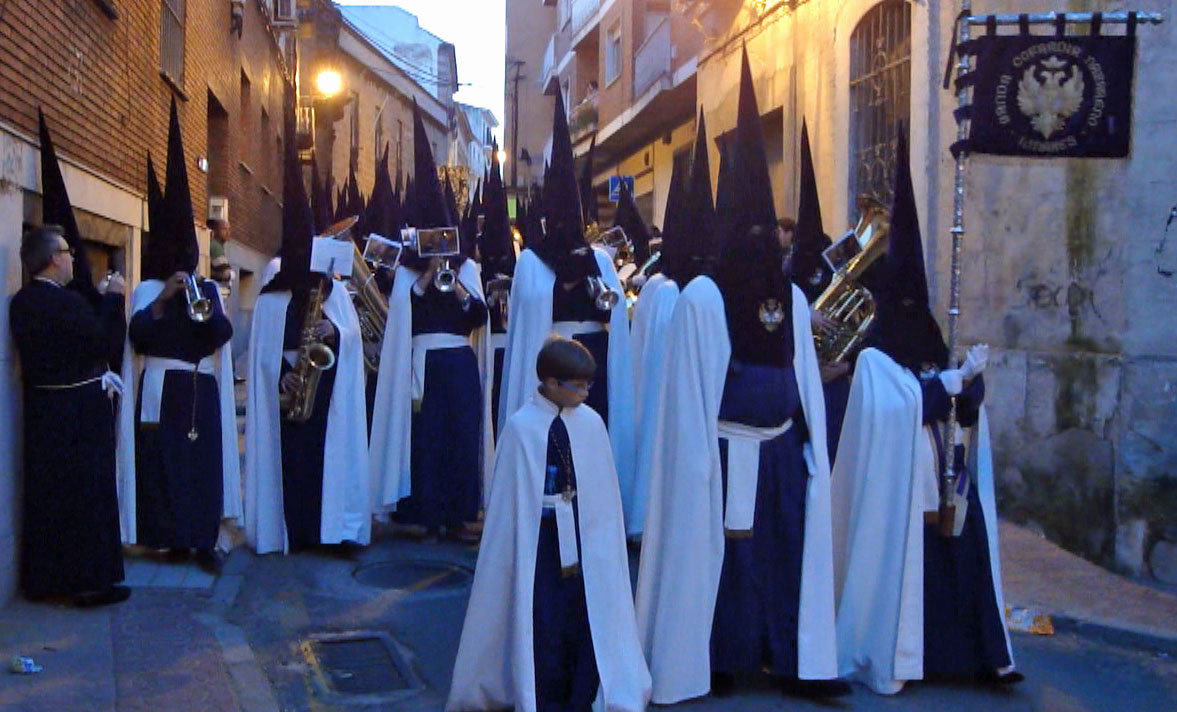
Banderín (cuadrado, a diferencia a los triangulares de las Bandas de Cornetas y Tambores], y primera fila del viento-metal
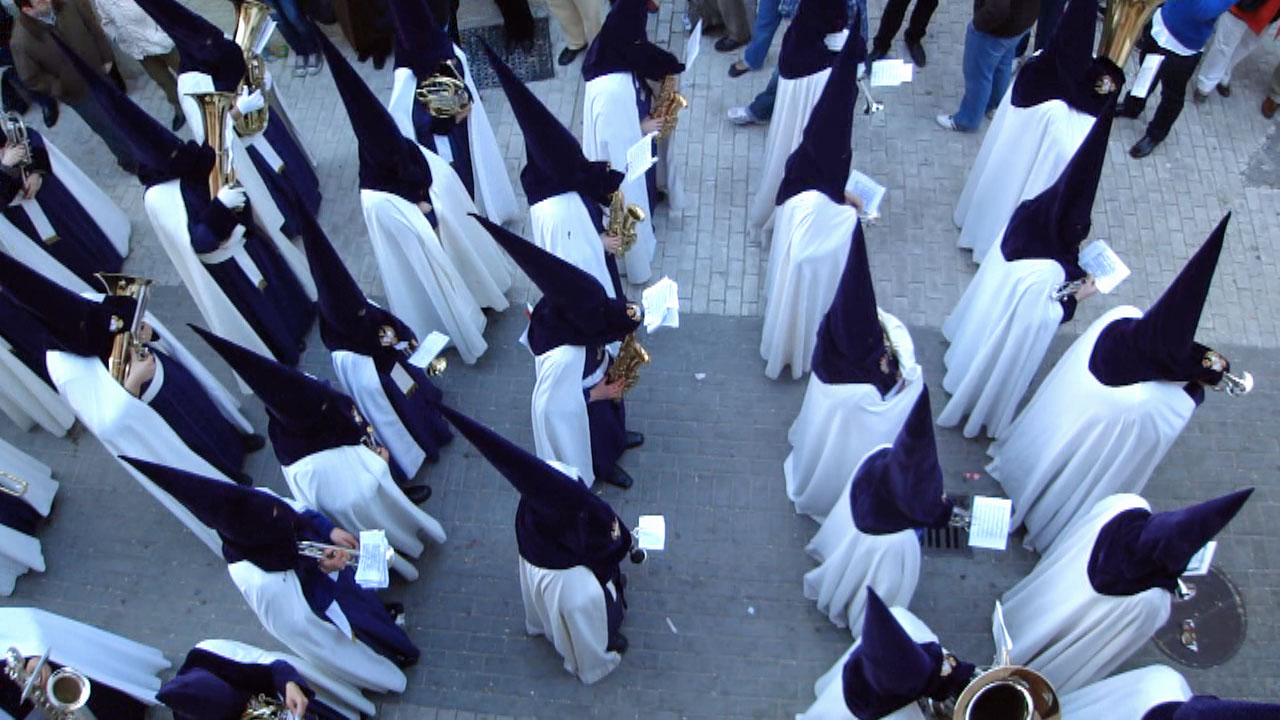
Vista superior de la sección de viento
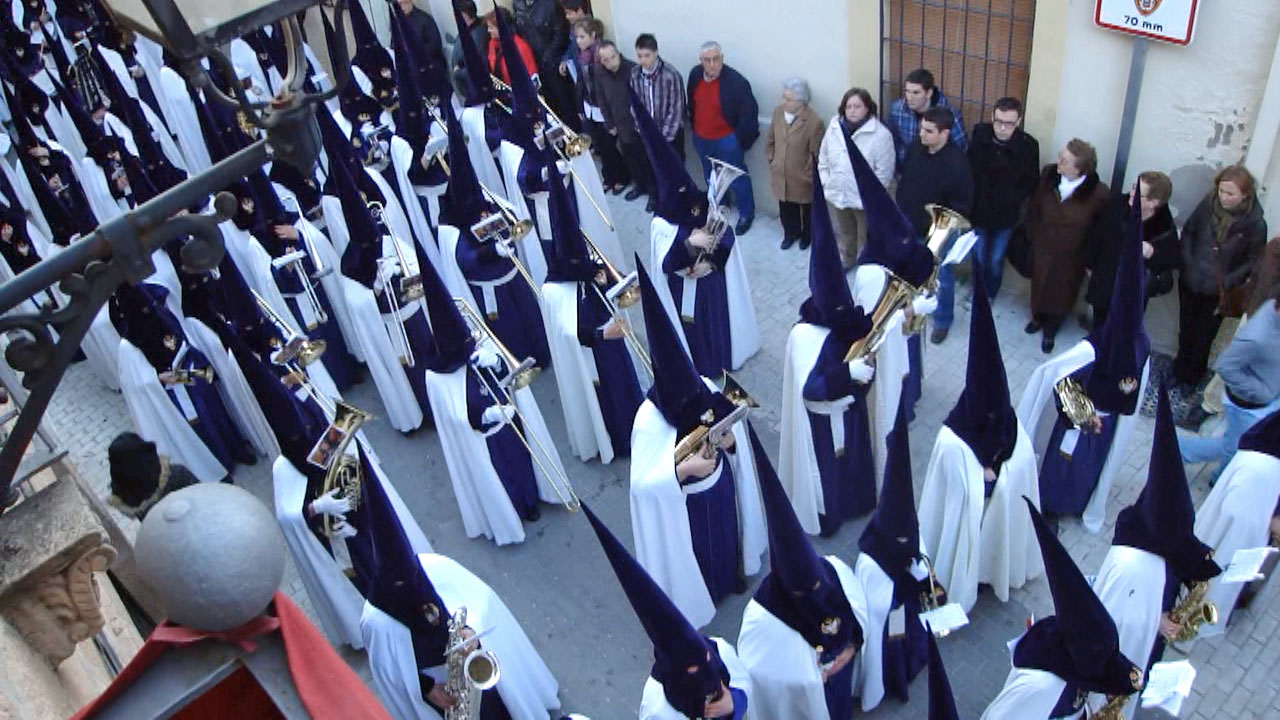
Otra vista desde arriba
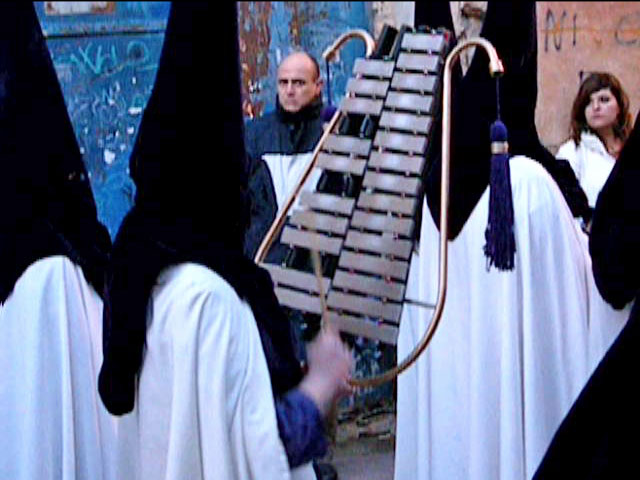
Lira o glockenspiel; aunque es un instrumento de percusión, por su entonación definida, desfila en las últimas filas del viento madera

## Marchas
Al no acompañar a un paso, sino abrir la procesión, las bandas de cabecera interpretan marchas de mayor duración donde la amplia variedad de instrumentos aportan una musicalidad y solemnidad excepcional. Esto unido al hecho de que las marchas tradicionales de Semana Santa han sido creadas para bandas de cornetas, llevó adaptar composiciones de música clásica, bandas sonoras, e incluso populares.
Al margen de los contratiempos / contragolpes de las marchas de percusión, del golpe de aro, o de la indumentaria, lo realmente personal y característico de la Banda de Cabecera del Nazareno ha sido la cuidada selección, arreglo y adaptación de cada marcha.
Cada año, los linarenses esperan las nuevas marchas que se estrenan y que pasan a incorporase al repertorio o conjunto de interpretaciones de la Banda. 
Es realmente una complicada labor de arreglo musical el seleccionar melodías clásicas o modernas, estructurarlas según los cánones de las marchas de Semana Santa, y adaptarlas a una casi orquesta que avanza mezclando sonidos, intensidades y tonalidades tan diversas.
Donde mejor se aprecia el resultado es en las calles estrechas y en las que abunden edificios de piedra. Aquí, a unos veinte / treinta metros de la cabecera, contemplando el lento desfile de sus penitentes, dejando el pie algo atrasado en el caminar, es donde se percibe la majestuosidad de cada interpretación.
Sería imposible relacionar aquí las más de 100 marchas que han podido interpretarse en este tiempo (Bohemian Rhapsody; Cirineo; España llora; Himno de la Alegría; Inch Allah; La China; Los Chicos del Coro; Marcha Eslava; No te olvido; Noches de Blanco Satén; Príncipe Igor; Rey de Reyes; Santo Entierro; …).
Solo es posible relacionar las más conocidas y recientes:
- Toque de Oración. Es una marcha militar que parece procede de la desolación del Gran Capitán en la Batalla de Ceriñola al presenciar las numerosas bajas de ambos bandos. La Banda del Nazareno ha realizado su adaptación personal, y solo la interpreta durante la ceremonia de la Bendición del Nazareno al pueblo de Linares; en su segundo movimiento, la mano de Jesús comienza a alzarse para bendecir a Linares, junto a las enteras de los Trompeteros.

- Aida. Siempre es la primera marcha, y con la que se entra en la Plaza de San Francisco. Es la Marcha Triunfal de la ópera Aida, y uno de los primeros arreglos de la Banda, especialmente en la percusión, por lo que se convirtió en una de sus marchas más representativas.

- El Último Mohicano. Tema principal de la banda sonora de Trevor Jones y Randy Edelman.

- Going Home. Tema de la banda Sonora del “Heroe Local” de Mark Knopfler y una de las marchas más características.

- El Príncipe de Egipto. Es la adaptación del tema principal, “When you believe”, que popularizaran Mariah Carey y Whitney Houston.

- Tannhaüser. Obertura de la opera Tannhaüser, en donde sus crescendos / descrescendos se adaptan perfectamente a la madera y el viento de la Banda.

- Benedictus. Obra de Karl Jenkins, incluida en “The Armed Man: A mass por Peace”, encargo del “Royal Armouries Museum” para las celebraciones del milenio y dedicado a las víctimas de Kosovo. Conjunto de cánticos pacifistas para coral con soprano. Se publicó el 10/9/2001, justo el día anterior al atentado de las Torres Gemelas.

- Titanic. Adaptación del tema principal de la banda sonora, "My heart will go on", que popularizara Celine Dion; obra de James Horner. Desde "Going Home", quizás no había habido un reto tan importante por adaptar un tema tan conocido; hoy es una de las marchas más solicitadas.

- Piratas del Caribe. Adaptación de la BSO de la película "Piratas del Caribe 3 , en el fin del mundo" (Hanz Zimmer, “Up is down”).

En 2012 se estrenaron y añadieron dos marchas al repertorio:
- “El espíritu del Nazareno”. Basada en la Suite "The Planets" de Gustav Holst (y en su movimiento "Júpiter"), entrelazándose con el tema que da título a la obra: el tema principal de "The Light of the Spirit" de Kitaro.

- "Hermanos Trompeteros". Marcha ligera dedicada a los Trompeteros, y para la que se hizo una encuesta en internet para seleccionar su nombre. Es una adaptación del tema “Empyrian” de la “Música de las Esferas” que estrenó en 2008 Mike Oldfield.